# Etzenrather Mühle
Die Etzenrather Mühle ist eine ehemals am Rodebach gelegene Wassermühle mit einem unterschlächtigen Wasserrad in Gangelt, einer ländlichen Gemeinde im nordrhein-westfälischen Kreis Heinsberg.

## Geographie
Die Etzenrather Mühle hat ihren Standort auf der rechten Bachseite am Rodebach in Mindergangelt, einem Ortsteil der Gemeinde Gangelt. Das Gelände, auf dem das Hof- und Mühlengebäude steht, hat eine Höhe von ca. 58 m über NN. Nachbarmühlen sind bachaufwärts die Brommler Mühle und bachabwärts die Roermolen in Jabeek in den Niederlanden.

## Gewässer
Der Rodebach versorgte bis in das letzte Jahrhundert vierzehn Mühlen mit Wasser. Der Bach beginnt an einem Rückhaltebecken in der Nähe von Siepenbusch in der Stadt Übach-Palenberg in einer Höhe von 105 m über NN. Bis zur Mündung in die Geleenbeek bei Oud-Roosteren in den Niederlanden hat der Rodebach eine Länge von 28,9 km. Die Mündungshöhe beträgt 29 m über NN. Die Pflege und Unterhaltung des Rodebachs und seiner Nebenbäche unterliegt den jeweiligen, anliegenden Städten und Gemeinden. → Siehe auch Rodebach

## Geschichte
Die Etzenrather Mühle hat ihren Namen von der in der Nähe gelegenen Ortschaft Etzenrade, einem heute niederländischen Dorf. Die erste Erwähnung stammt aus einer Grenzbeschreibung anlässlich eines merkwürdigen Unfalls aus dem Jahre 1492. Ein geistlicher Herr war beim Überqueren des Rodebachs von einem Steg gestürzt und ertrunken. Aus dem Jahre 1591 wird vermeldet, dass die Mühle in Brand gesteckt wurde. 1913 wurde eine Turbine und wenig später ein Elektromotor in die Getreidemühle eingebaut. Sinkende Wasserstände und eine mehr und mehr einsetzende Verschlammung erschwerten den Mühlenbetrieb zusätzlich. Die Flussbegradigung im Jahre 1965 brachte dann das Ende der Mühlentätigkeit. Heute dient die umgebaute Mühle als Ausflugslokal am Rande des Hochwildgeheges Gangelt und des Naturparks Selfkant.

## Galerie

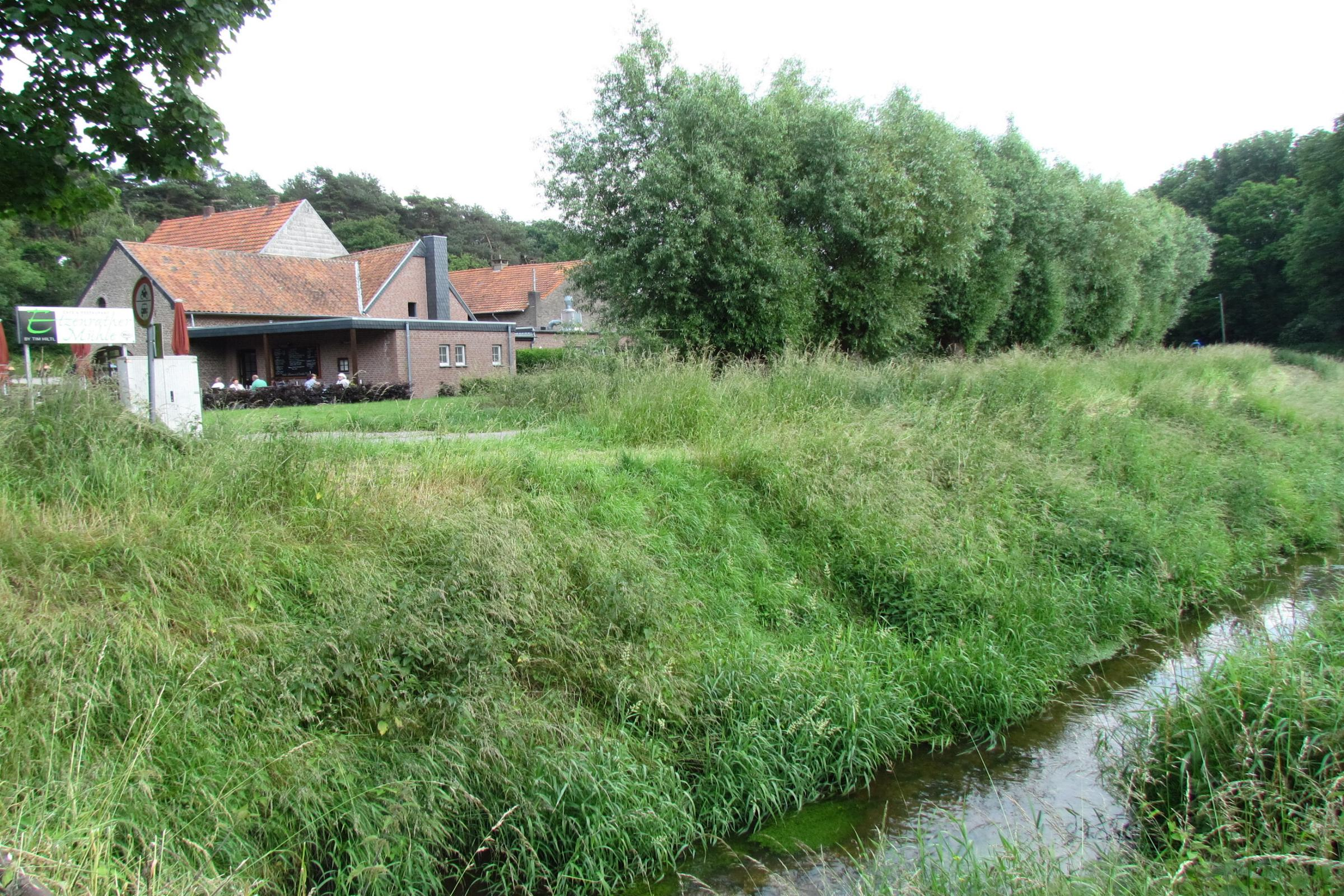
Etzenrather Mühle am Rodebach
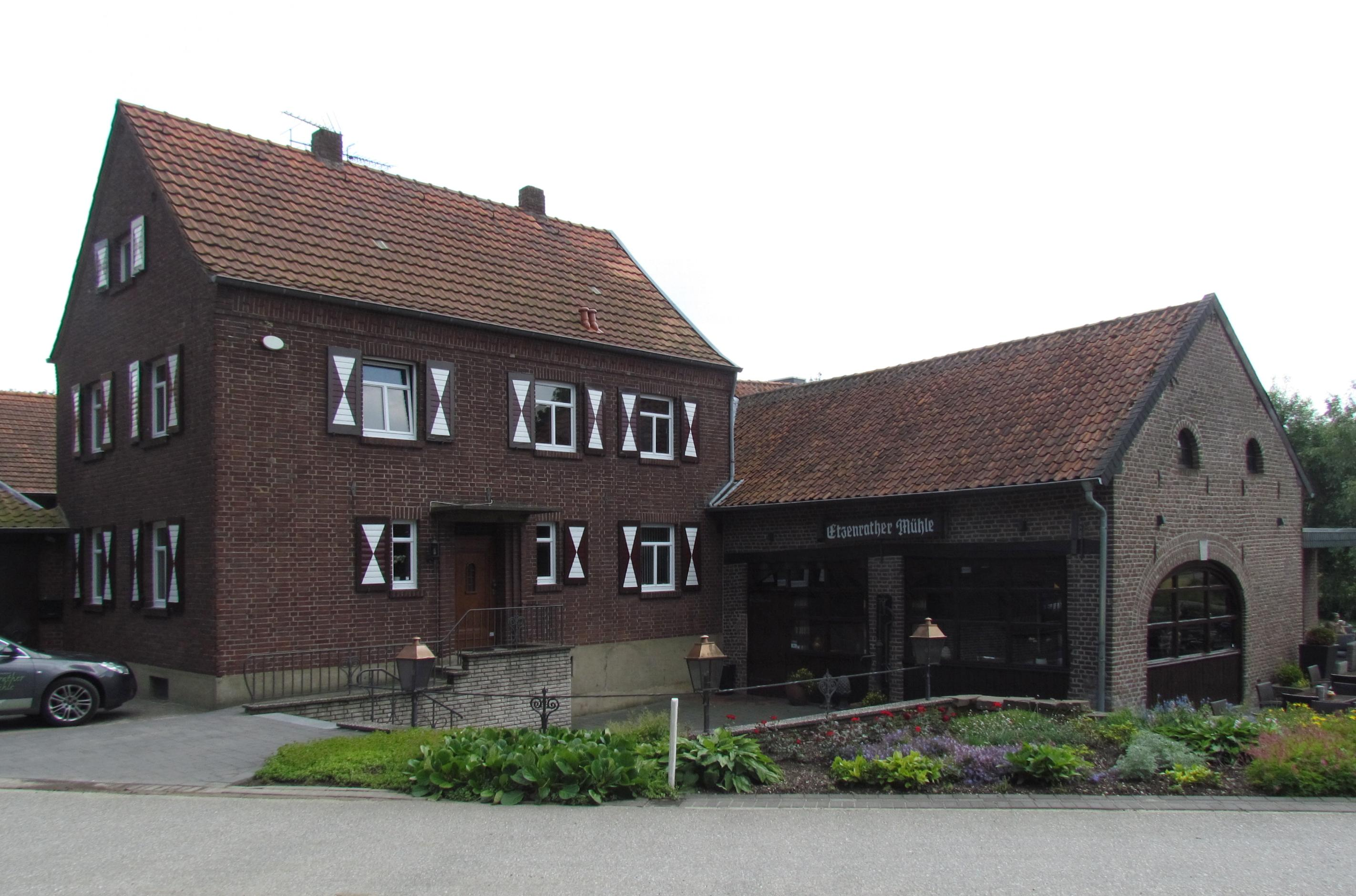
Etzenrather Mühle in Mindergangelt
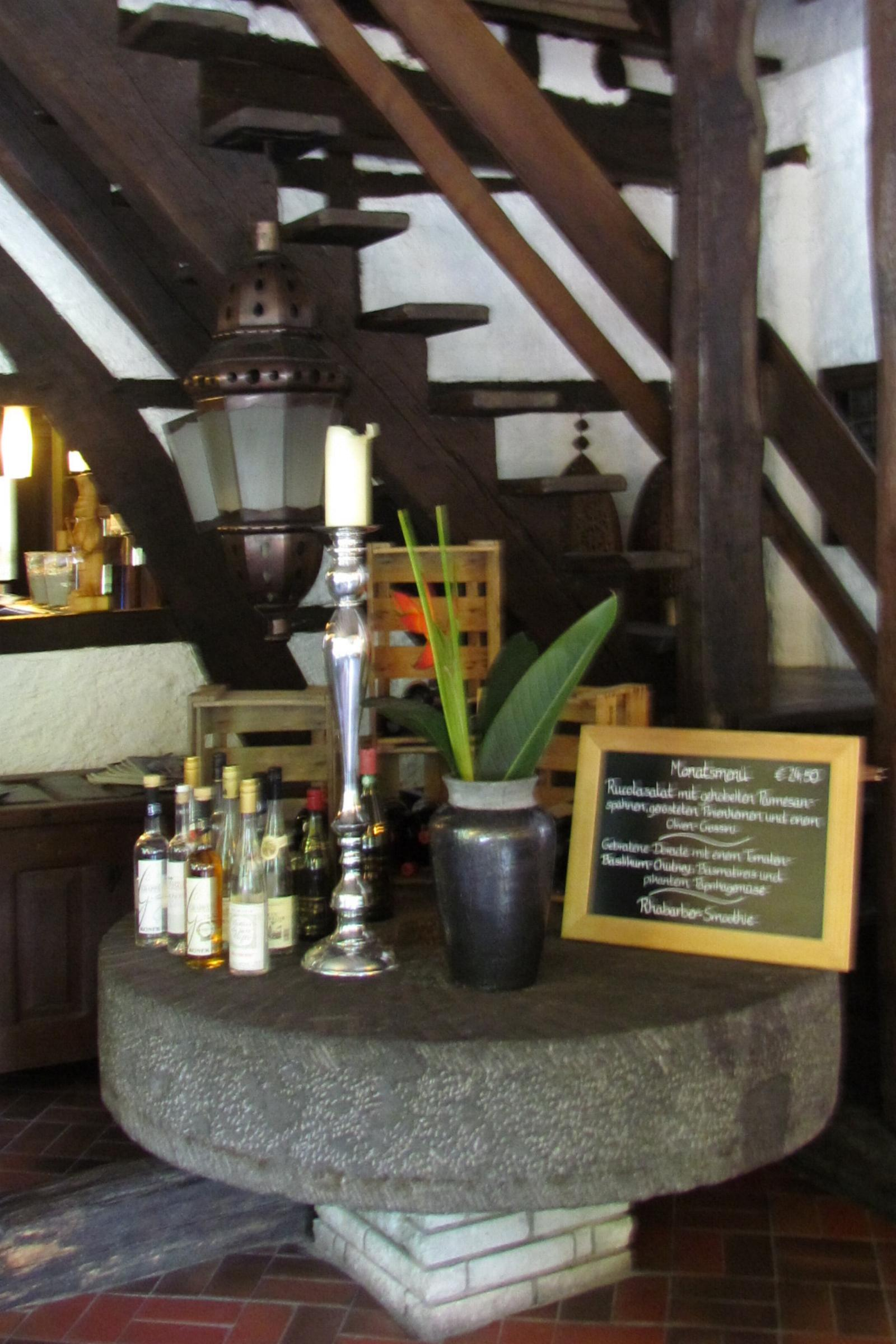
Mühlstein im Restaurant
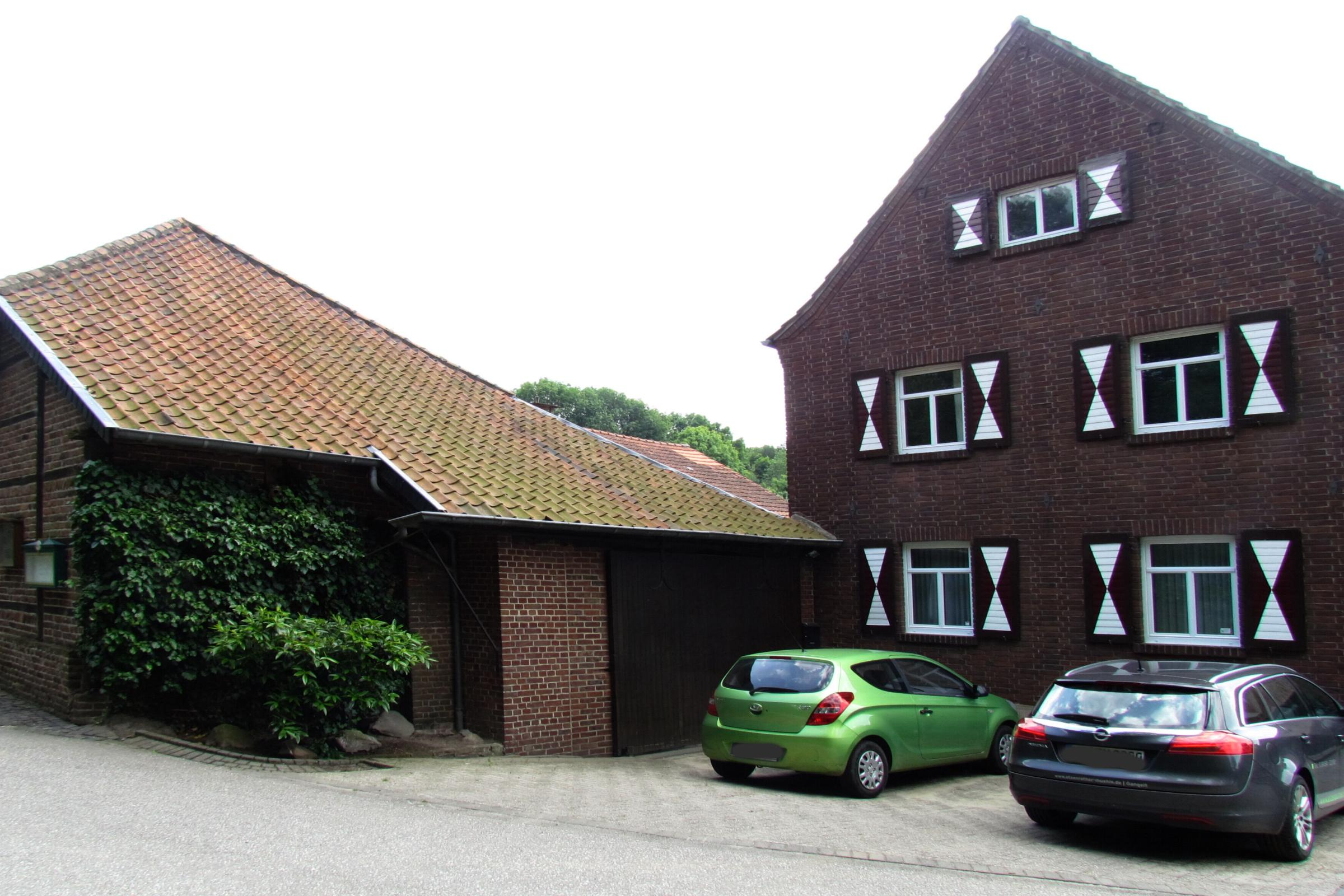
Wohn- und Wirtschaftsgebäude
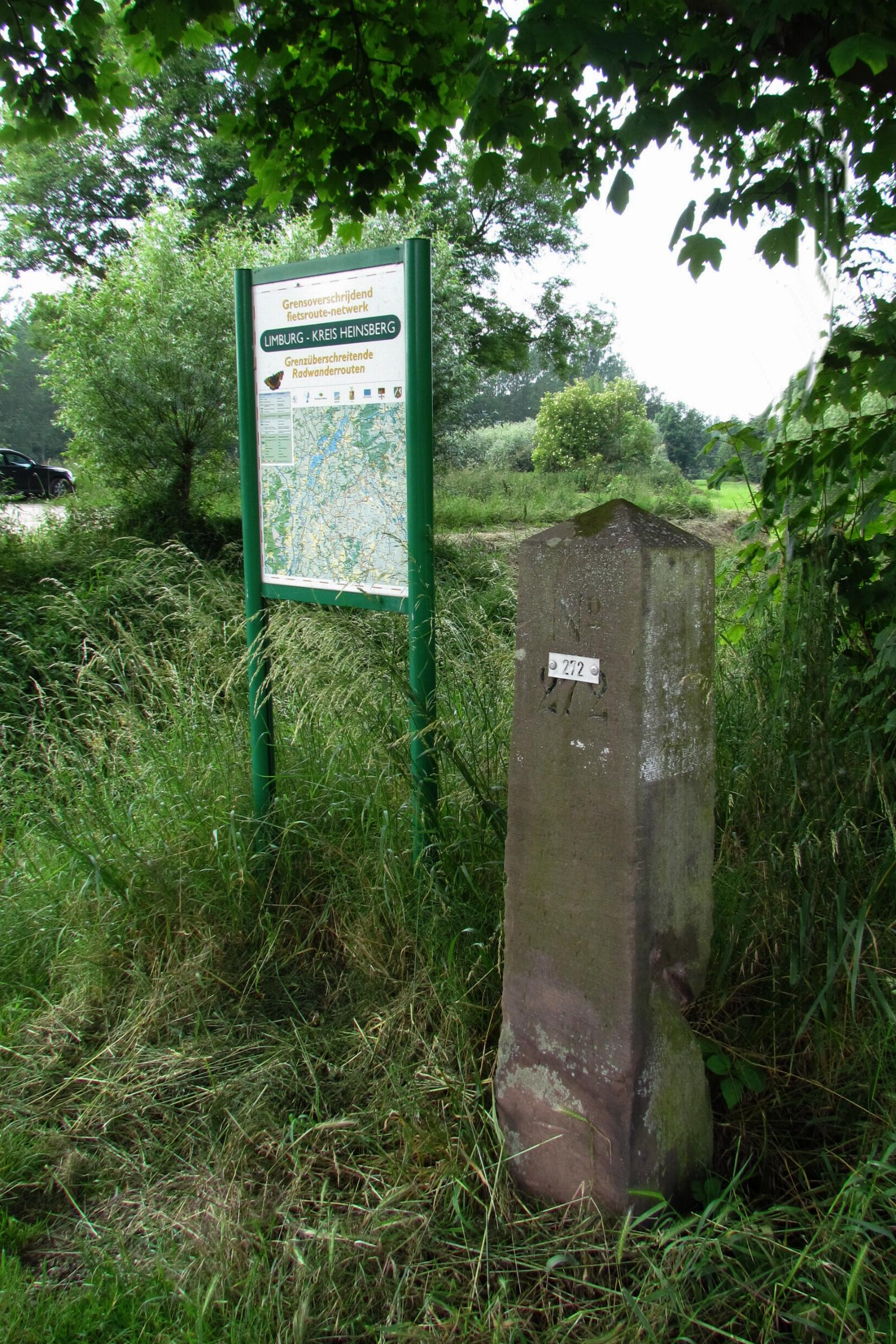
Grenzstein an der Etzenrather Mühle
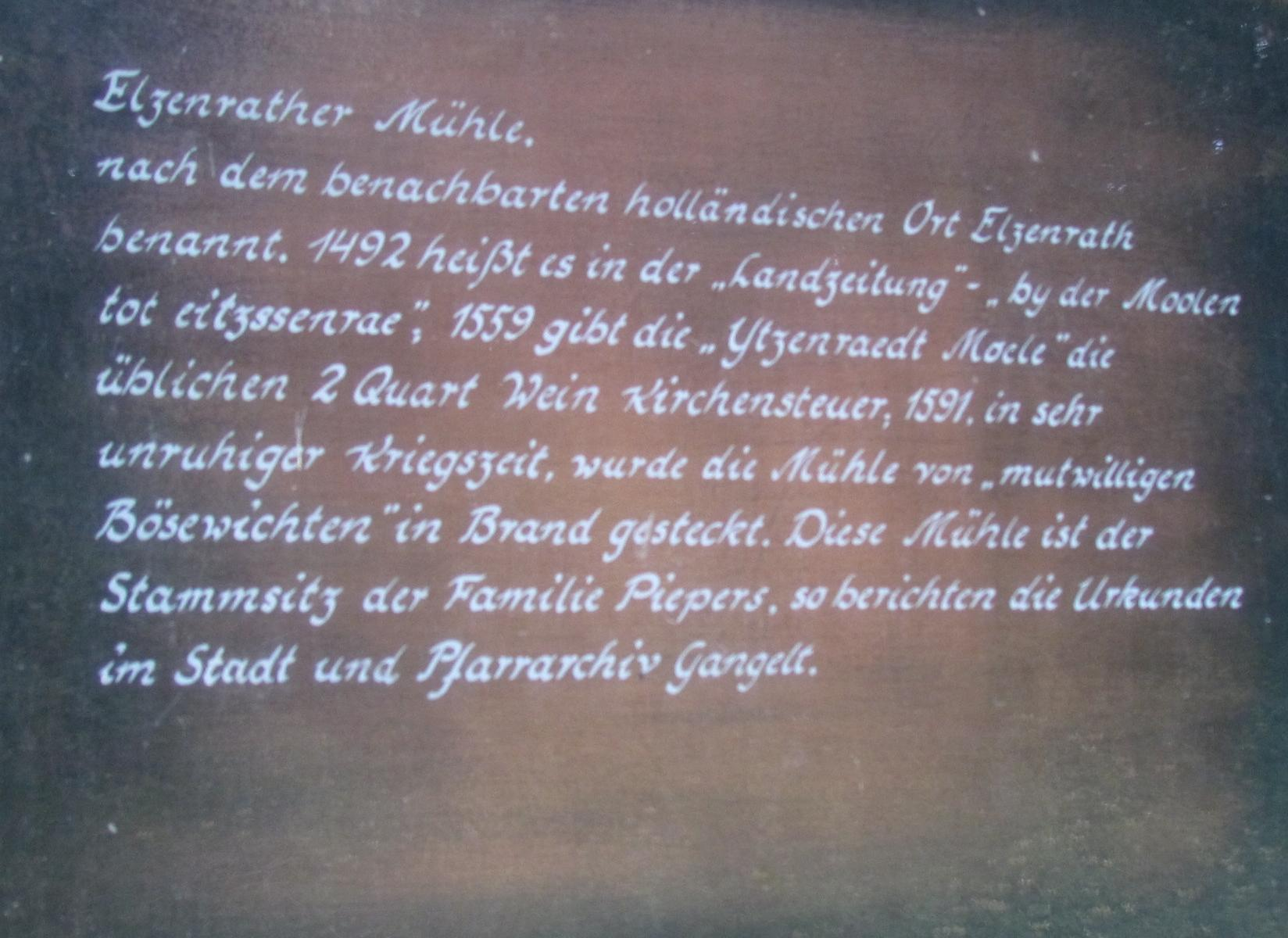
Infotafel an der Mühle
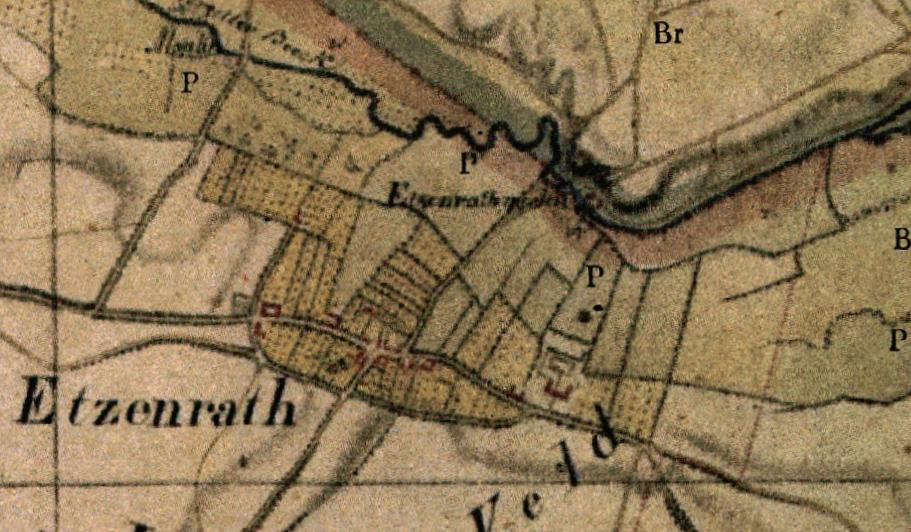
Tranchotkarte 1804/05